# Stenodryas fuscomaculatus
Stenodryas fuscomaculatus är en skalbaggsart som beskrevs av Hayashi 1977. Stenodryas fuscomaculatus ingår i släktet Stenodryas och familjen långhorningar. Inga underarter finns listade i Catalogue of Life.